# Lac de Plan-Praz
Le lac de Plan-Praz est un lac de la Grande Terre, l'île principale des Kerguelen dans les Terres australes et antarctiques françaises. Situé au centre-sud de la péninsule Rallier du Baty, il s'agit d'un lac proglaciaire alimenté par le glacier de Plan-Praz. 

## Géographie

### Situation
Le lac est issu du retrait du glacier de Plan-Praz, dans le massif Rallier du Baty, dont les eaux de fonte alimentent son volume. De la forme d'une pointe de flèche, le lac s'étend sur environ 1 300 mètres de longueur et 550 mètres de largeur maximales et est situé à environ 140 m d'altitude. Son excédent se déverse dans la branche ouest de la rivière des Sables qui se jette dans l'océan Indien sur la côte méridionale des Kerguelen dans l'anse du Gros Ventre.

### Toponymie
Tout comme le glacier éponyme, il doit son nom, donné en 1962 par le géologue Jacques Nougier, par association avec le Planpraz dans le massif du Mont-Blanc.